# Loxomma
Loxomma is een geslacht van uitgestorven stamtetrapoden, dat behoort tot de Baphetidae. Het leefde tussen het Vroeg- en het Laat-Carboon (ongeveer 330 - 306 miljoen jaar geleden) en zijn fossiele overblijfselen zijn gevonden in Europa en Noord-Amerika.

## Naamgeving
Het geslacht Loxomma werd in 1862 voor het eerst beschreven door Thomas Henry Huxley, op basis van fossiele resten die in het gebied van Gilmerton (Schotland) zijn gevonden in bodems van het Vroeg-Carboon; de door Huxley benoemde typesoort is Loxomma allmanni. De geslachtsnaam betekent 'loenzend'. De soortaanduiding eert George James Allman. Het holotype is RSM 1950.56.2, een schedel.

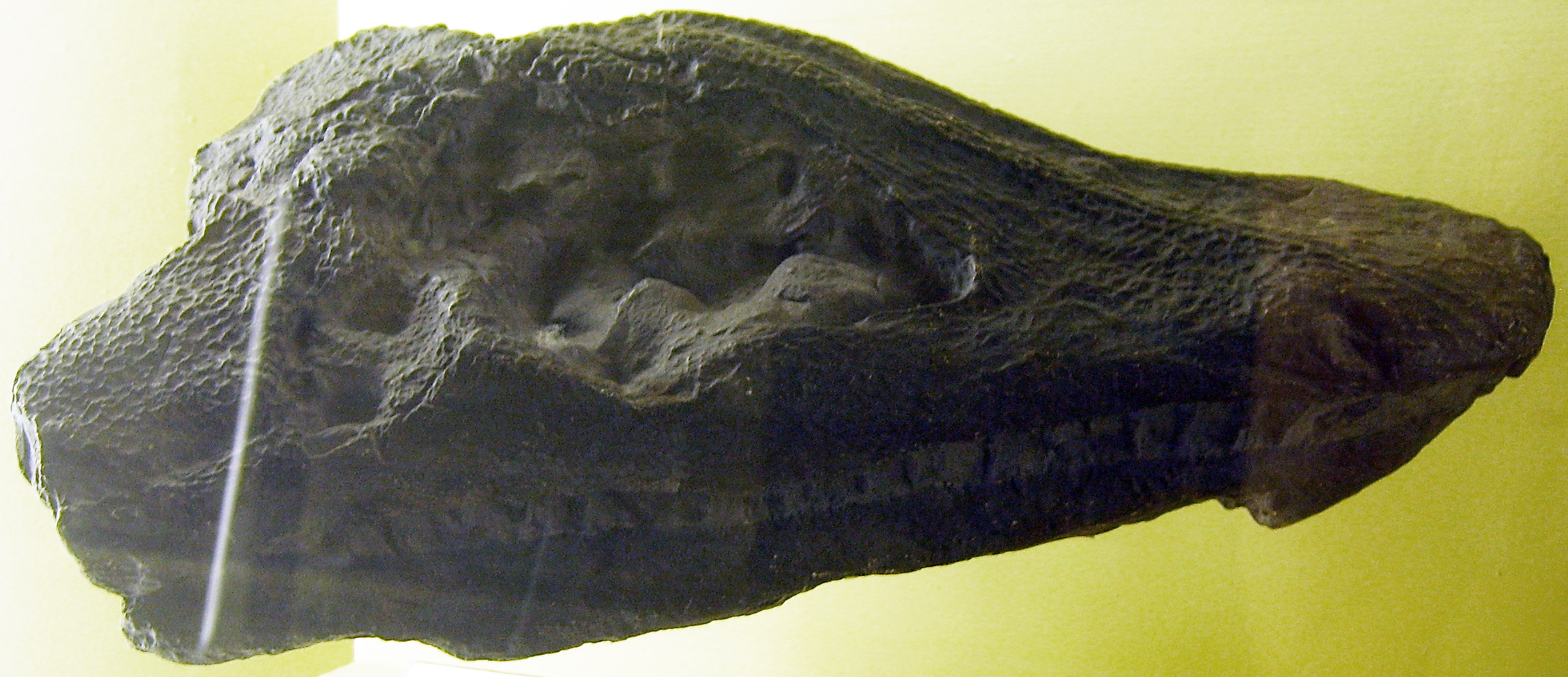
Afgietsel schedel

Andere soorten die aan dit geslacht worden toegeschreven zijn Loxomma acutirhinus, de 'scherpneus', uit het boven-Carboon van Lanarkshire (Schotland), door D.M.S. Watson in 1926 benoemd op basis van holotypen GSM 27107 (plaat) en GSM 23814 (tegenplaat); Loxomma rankini benoemd door Beaumont in 1977 op basis van holotype GLAHM V2023, een schedel en onderkaak door Daniel Reid Rankin gevonden in het gebied van Carluke (Schotland), ook uit het boven-Carboon maar iets ouder, en Loxomma lintonensis benoemd door Schoch en Milner in 2014, waarvan het holotype AMNH 6944 nog was gevonden door Edward Drinker Cope in de buurt van Linton (Ohio); de laatste soort werd in 1977 door Beaumont toegewezen aan het geslacht Baphetes, als een B. lintonensis. Het fossiel was het paratype van Sauropleura newberryi Cope, 1875.

## Beschrijving

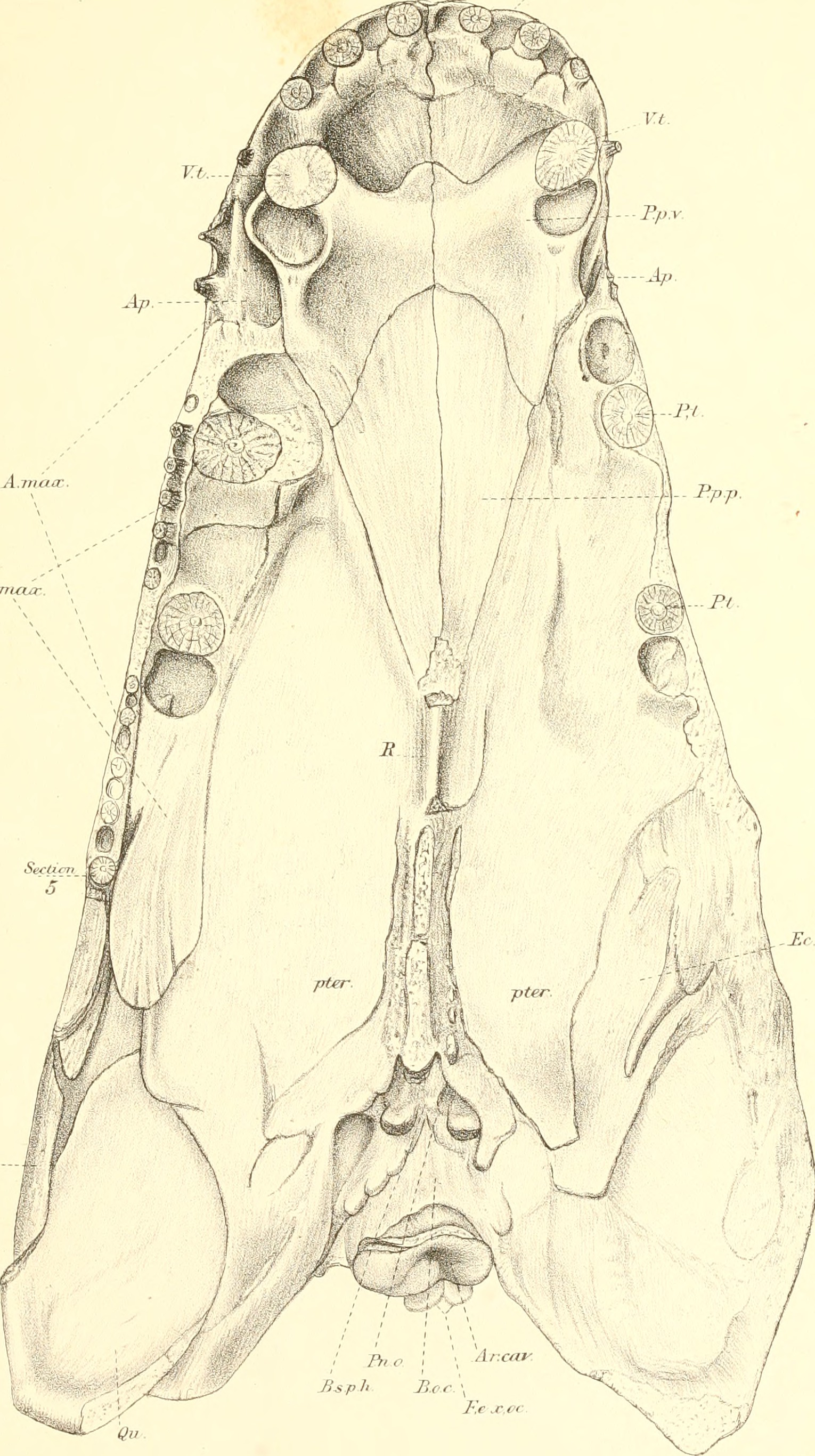
Onderkant schedel

Deze oude stamtetrapode was middelgroot tot groot in vergelijking met andere archaïsche tetrapoden uit zijn tijd: de schedel alleen was ongeveer vijfentwintig centimeter lang en er wordt aangenomen dat het hele dier bijna anderhalve meter lang was. Loxomma bezat een nogal afgeplatte schedel, driehoekig van vorm van bovenaf gezien en met een afgeronde snuit. De premaxilla was lang en de traanbeenderen bereikten de neusgaten; de laatste waren rond en geplaatst aan het uiteinde van de snuit, in een laterale positie.

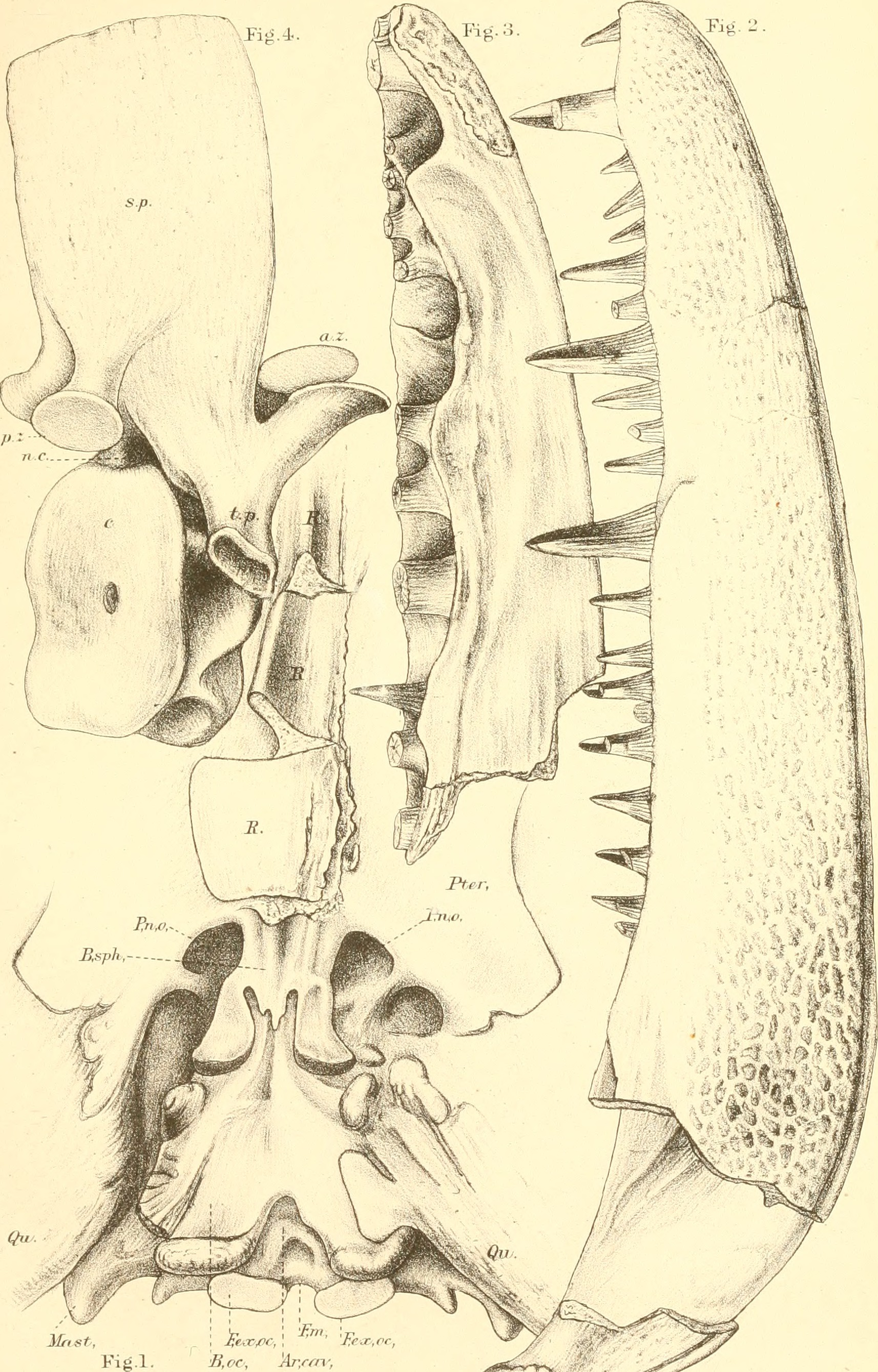
Achterhoofd, wervel en onderkaak

De oogkassen werden gekenmerkt door een merkwaardige voorwaartse verbreding, die de oogkas een 'sleutelgat'-vorm gaf: de eigenlijke oogkassen (geplaatst op de helft van de lengte van de schedel) waren cirkelvormig, maar de voorste rand ging over in een andere opening van vergelijkbare grootte. Andere verwante dieren als Megalocephalus bezaten nog meer langgerekte sleutelgatoogkassen. De premaxilla had acht tanden en de maxilla had minder dan dertig tanden langs de rand. Op het verhemelte waren ploegschaarbeen, verhemeltebeen en ectopterygoïde allemaal voorzien van een paar vangtanden die op een benige uitstulping waren geplaatst. De onderkaak was, naast de marginale tanden, uitgerust met twee korte parasymfysaire tanden die naar voren waren geplaatst. De palatinale tak van het verhemeltebeen, evenals de coronoïden en het prearticulaire, waren uitgerust met talrijke denticula.

## Fylogenie
Loxomma heeft zijn naam gegeven aan de loxommatoïden, ook wel bekend als baphetoïden, een groep basale tetrapoden met een kenmerkende sleutelgatoogkas. Het lijkt erop dat Loxomma een nogal archaïsch geslacht was en dat het een basale positie binnen de groep innam.

## Paleobiologie
Net als soortgelijke geslachten moet Loxomma een overwegend aquatisch organisme zijn geweest, dat in moerassige gebieden leefde en zich dankzij de zijlijn in het water oriënteerde. Het is niet duidelijk welke functie de merkwaardige uitsteeksels vóór de oogkassen hadden: misschien herbergden ze een elektrisch orgaan dat nuttig was om zich te oriënteren in gebieden met slecht zicht, of misschien waren ze de houder van kaakspieren of een soort klier.